# Free! (アニメ)
『Free!』（フリー）は、京都アニメーション制作による日本のテレビアニメシリーズ。
第1期『Free!』が2013年7月から同年9月まで、第2期『Free!-Eternal Summer-』（フリー エターナル・サマー）が2014年7月から同年9月まで、第3期『Free!-Dive to the Future-』（フリー ダイブ・トゥ・ザ・フューチャー）が2018年7月から同年9月まで放送された。
朝日放送（現：朝日放送テレビ）→ABCアニメーションが製作委員会に参加しており、京都アニメーションが在阪局と組んだ初の作品である。

## 概要
本作は、京都アニメーションが主催する「京都アニメーション大賞」第2回で奨励賞を受賞し、2013年7月8日にKAエスマ文庫から発売されたライトノベル『ハイ☆スピード！』（著：おおじこうじ）を原案にしている。
小学生のスイミングクラブでの優勝以降水泳から遠ざかっていた主人公たちが、高校在学中に設立した男子水泳部での日々を描く。報道向け資料では、「躍動感あふれる美少年ぞろいの男子高校生たちの、水泳と青春と絆の物語」などと銘打たれている。

## プロモーション
2013年3月に本放送中だった京アニ制作のテレビアニメ『たまこまーけっと』の枠内で「水泳編」と称したCMが放送された 後、同年4月26日にニコニコ生放送にて行われた「京都アニメーション新作発表会」で本作が『ハイ☆スピード！』を原案としていることが発表され、同時にタイトル、キャスト、スタッフも発表された。
2013年9月25日には、朝日放送の系列外である日本テレビ系列の朝の情報番組『ZIP!』で本作が特集された。
2014年1月26日には、中野サンプラザにて開催されたスペシャルトークイベント『きいたことのないトーク きかせてやる』の中で第2期の制作決定が発表された。それを記念し、同年3月17日から3月31日まで全国のローソンにて本作のキャンペーンを実施。
2014年5月には第2期のテレビCM がインターネットでも公開される。
2015年3月22日、映画『ハイ☆スピード! -Free! Starting Days-』が同年12月5日に公開されることが発表された。原案小説『ハイ☆スピード！』の映画化であり、監督は武本康弘。

## あらすじ

### 第1期
七瀬遙、橘真琴、葉月渚は小学生時代通っていたスイミングクラブが取り壊されると聞き、タイムカプセルで埋めた優勝トロフィーを掘り起こそうと夜中に侵入し、そこで同じクラブだった松岡凛と再会する。しかし凛は昔と違い冷淡な態度を取る。
再会をきっかけに渚の提案で岩鳶高校水泳部を創部、陸上部から勧誘した竜ヶ崎怜と、凛の妹の松岡江をマネージャーに加え大会出場を目指す。真琴からその話を聞き、水泳に挫折していた凛も鮫柄学園の水泳部に入部する。
迎えた県大会予選、個人戦フリーで凛が勝利、遙は予選落ちした。個人戦では全員予選落ちだった岩鳶高校水泳部は、翌日のリレーではトップでゴール、地方大会へ進む。
遙達がリレーで地方大会に出場する事を知り、凛もリレーで出場しようとするが自分のチームを見ていないという理由から直前になってメンバーから外される。地方大会当日、フリーで出場した凛は精神的動揺から成績は最下位で、荒れて競泳を辞めると言い出す。前日凛に会っていた怜は凛が遙たちとリレーを泳ぎたがっているのではないかと言う。岩鳶水泳部はリレーで怜の代わりに凛を出場させ1位に。当然失格になったが、凛は水泳への情熱を取り戻す。

### 第2期
4月になり岩鳶高校水泳部は新しい部員獲得の為奮闘するが、入部希望者は現れず今年もマネージャーの江を入れた5人で活動する事に。凛が部長となった鮫柄学園水泳部では、転入してきた凛の小学校時代の親友、山崎宗介が入部した。
二校共に個人とリレーで地方大会へ進出するが、個人戦でスカウトが注目する中、遙はプレッシャーで途中で泳げなくなってしまう。鮫柄水泳部ではリレー直前、宗介が肩を壊していた事を告白するが、本人の強い意思にメンバーは結束して出場し、事情を知った岩鳶水泳部も全力でレースに挑み、全国大会出場を決める。
地方大会後、進路に悩みタイムが伸びない遙を心配した他の部員達は花火大会へと誘う。そこで3人から本音をぶつけられた遙は怒りを露わにするが、真琴に東京の大学に行くと告げられ落ち込む。真琴から相談を受けた凛はかつて留学していたオーストラリアに遙を連れて行く。そこで遙は世界の舞台で泳ぎたいという夢を見つけ帰国した。迎えた全国大会、岩鳶高校水泳部の4人は充実した気持ちで最後のリレーを泳ぎきった。

### 第3期
上京して燈鷹（ひだか）大学に入学した遙は、岩鳶中学時代の友人椎名旭と再会し、水泳部に入部する。岩鳶高校水泳部は新入部員二人とマネージャーひとりを迎え新たなスタートを切る。凛はオーストラリアに留学中。新人戦に出場した遙は、同じ中学だった桐嶋郁弥を見かける。郁弥は霜狼（しもがみ）学院大学の水泳部として大会に出場していた。
郁弥は中学時代にリレーメンバーとして泳ぐと約束した遙たちがバラバラになってしまったあと、心を閉ざしていた。遙たちは郁弥に会いに行こうとするが、郁弥の事を心配した郁弥の親友遠野日和に阻まれる。遙は大学の学食で出会った東龍司をコーチに雇い、大学選手権に郁弥と同じ個人メドレーで出場する。遙と泳いだ郁弥はようやく心のわだかまりが解け、それを観た遠野も態度を改める。
岩鳶高校水泳部は全国大会出場のため上京する。予選落ちしたものの怜と渚は高校最後の大会を泳ぎ切った。日本代表が決まる全日本選抜が開催され、郁弥は個人メドレーで兄の夏也を破る。凛はバタフライで基準タイムをクリアした。しかし、フリー200で出場した遙はスタートで出遅れ実力を発揮できなかった。凛と真琴に励まされた遙は改めて「世界で戦う」と決意する。翌日、遙は凛とフリー100に出場し、夢に向かって飛び込む。

## 登場人物

### 主要人物
七瀬 遙（ななせ はるか）
声 - 島﨑信長、松元惠（小学生時代）
本作の主人公。アニメ1期では岩鳶高校2年生、アニメ2期では3年生、アニメ3期では大学生。一人称は「俺」。身長175cm、体重63kg、6月30日生まれのかに座。得意教科は美術、技術家庭科で苦手教科は英語（英会話）。イワトビちゃんやサメヅカちゃんなどのかわったゆるキャラを好む。手先が器用で料理や彫刻、絵も上手い。ただし走ればフォームこそ美しいものの遅い。無愛想でマイペースに振る舞う。泳ぐことが大好きで、競泳の才能があり、その泳ぎは人を魅了する。しかし本人は「水」というものに独自の価値観を抱いており、タイムや勝敗には無関心であった。
単身赴任となった父に母（声 - 八十川真由野）が同行したため、現在は一軒家で一人暮らし中。幼馴染の真琴や渚から「ハルちゃん」と「ちゃん」付けで呼ばれるが当人は嫌がっている。中学1年で水泳部を退部し競泳から離れ、「20歳過ぎれば、ただの人」という諦観を囲い無気力な日々を送っていたが、高2になり岩鳶高校に入学してきた渚や留学から帰国していた凛と再会して以降、再び競泳の世界に戻ることになった。
真琴からは「水なしでは生きていけない」とまで言われるほど「水」に飢えており、日常では朝から水着着用で水風呂に浸かり、下着の代わりに常時水着を着用するなど、「泳ぐこと」に関しては非常に特異な部分が目立ち、趣味も水につかること。また、泳げる機会や場所を見つけると、躊躇せず服を脱ぎ出す悪癖があり度々真琴に止められる。毎食のようにおかずにするだけでなく、お茶請けに出そうとするほど鯖が好きだが、逆にメロンパンのような水気を取るものは嫌い。
種目はフリーであり、フリーしか泳がないという強いこだわりを見せる。しかし水泳部の設立以降は仲間たちとの絆を通じてチームでリレーを泳ぐことの喜びにも目覚めた。イメージはイルカで、水泳に理想的な筋肉の体と評されている。水泳部の発足に際し、泳ぎはメンバーで一番速いが部長向きの性格ではないため、副部長を務めることになる。
3年の県大会での活躍により数々の大学からスカウトが来て周りからも競泳選手になることを期待されるが、本人は迷っていた。しかし全国大会直前で凛に連れられてオーストラリアに行った際、世界の舞台で泳ぎたいという夢を見つけ、その夢のため、今までとは違いタイムや勝敗にも拘って行くことを決めた。
卒業後は東京の燈鷹大学へ進学する。大学選手権では個人メドレーにも出場。郁弥と対決している。
チャームポイントは上腕三頭筋。
橘 真琴（たちばな まこと）
声 - 鈴木達央、雪野五月（小学生時代）
アニメ1期では岩鳶高校2年生、2期では3年生、3期では大学生。一人称は「俺」。身長183cm、体重73kg、11月17日生まれのさそり座。得意教科は国語、苦手教科は英語と美術。好きな食べ物はグリーンカレーとチョコレートで、苦手なものはネバネバしたもの。趣味はゲームと兄弟と遊ぶこと。岩鳶高校水泳部の部長を務める。遙の家の近所ということもあり幼馴染で親友。同じスイミングクラブに通っていた仲間の1人でもあり、現在では彼のことを「ハル」と呼んでいるが、昔のように「ちゃん」付けしてしまうことがある。温厚で面倒見が良く、いつも遙やほかの部員のことを温かく見守っている。
普段から突飛な行動の目立つ遙に呆れたりツッコむことも多いものの、いつも彼の世話を焼き、水に焦がれる彼の気持ちを酌む良き理解者である。無口な遙の言葉を代弁することも多く、マイペースな彼の扱い方についてもよく理解している。
気は優しいが、やや臆病で小心者な面もある。家族は父（声 - 近藤浩徳）と母（声 - 加藤美佐）、弟の蓮（れん/声 - 丸山有香）と妹の蘭（らん/声 - 小堀幸）で、弟妹の面倒をよく見る優しい兄である。ホラーやスプラッタなどの怖いものが苦手で、怖いことがあるとよく遙の後ろに隠れる。
幼い頃、自身が慕っていた老漁師が近海の海難事故で亡くなってしまったという経験を持つ。そのため、密かに海に恐怖心を抱いていたが、海合宿中の荒波で遭った水難の際に他メンバーへの告白を経て、改善された様子を見せる。老漁師にもらって大事にしていた金魚は小学6年の頃に死んでしまったため、自宅の庭に立てた小さな墓には今でも花を手向けている。
3年になり進路をなかなか決められずにいたが、スイミングクラブでコーチの手伝いをした際に子供に水泳を教える喜びを覚え、将来は水泳の先生になりたいという夢ができた。
卒業後は遙と共に東京へ旅立ち、一人暮らしを始めた。大学ではスポーツ教育学科で学んでいる。遙とは違う大学に通っている。
種目は背泳ぎ。荒々しいダイナミックな泳ぎが特徴で、イメージはシャチ。水泳部設立の際には、渚に推薦されて部長となる。
チャームポイントは僧帽筋。
松岡 凛（まつおか りん）
声 - 宮野真守、渡辺明乃（小学生時代）
アニメ1期では鮫柄学園2年生、2期では3年生、3期では大学生。一人称は「俺」。身長177cm、体重68kg、2月2日生まれのみずがめ座。得意教科は英語と数学で、苦手教科は国語と古文。好きな食べ物は肉・キムチ・辛いもので苦手な食べ物は甘いもの。趣味は筋トレ、トレーニング、音楽を聞きながらのランニング。鮫を彷彿させるような、鋸状の歯並びが特徴。遙のライバル的存在で、装着したゴーグルや帽子のゴムバンドを後ろから引っ張る癖がある。
小学6年で遙たちのいる学校に転校、その後スイミングクラブでも出会い仲間となる。オリンピック選手を目指しており、中学校進学を前にオーストラリアへの水泳留学が決まり、日本を離れる直前に自分と遙たちの4人で泳ぐ最後の機会として、フリーにしか興味のなかった遙を「見たことのない景色を見せてやる」とリレー競技に誘った。
1期開始の1か月前に帰国、全寮制の鮫柄学園へ編入し、寮暮らしを始める。小学生の頃は明るく社交的な性格をしていたが、高2で遙たちと再会した時には昔と違って険のある対人態度になっており、遙たちや江を困惑させる。1期第2話で鮫柄学園プールで遙と勝負した時点では水泳部に在籍しておらず、真琴から遙たちが岩鳶高校で水泳部を作ったと知らされてから、水泳部への入部を決意する。
父も子供の頃に水泳でオリンピックを目指していたが叶わず、漁師となって凛と江の幼い頃に水難事故で死亡しており、自身が父の夢を果たしたいという想いを持っていた。だが留学先で壁にぶち当たり、水泳を辞めたいと思うほど悩み苦しんでいた。
種目はフリーとバタフライで、優れた記録を持っているにもかかわらず遙との勝負にこだわり、2年の県大会ではフリーでのみエントリーしていた。しかし、遙に勝ちたいのではなく、もう一度遙たちと泳ぎたかったという本当の気持ちに気づき、再び遙たちとリレーを泳ぐことによって過去のしがらみから解放され、父の夢として追いかけていたオリンピックを自分の夢として追いかけるようになった。
その後本来の性格を取り戻し、また部を引退する御子柴に後任の部長に任命され、仲間のため、夢のために目標に向けて邁進する。3年の県大会や地方大会での活躍からたくさんの大学からのスカウトが来るが、オーストラリアの恩師からの誘いがあり、卒業後は恩師のチームに入ることを決意しオーストラリアへ旅立った。
また高校卒業後、自動車運転免許を取得していたようで、本編内でも凛が遙を助手席に乗せて、自動車を運転する描写がある。
葉月 渚（はづき なぎさ）
声 - 代永翼、佐藤聡美（小学生時代）
岩鳶高校1年生。2期では2年生。3期では3年生｡一人称は「僕」。身長165cm、体重55kg、8月1日生まれのしし座。得意教科は歴史、苦手教科は数学。イチゴのショートケーキやイチゴミルクアイス、洋食・甘いもの、イワトビックリパンが好物で苦手なのは納豆。一人プロテイン入りのおにぎりやイチゴ味のプロテインをふりかけた料理を美味しそうに食べるなど味覚は独特。真琴とは逆にホラーや絶叫系アトラクションが大好き。末っ子長男で上に三人の姉がいる。遙たちのスイミングクラブでのかつての後輩にあたり、遙や真琴といった親しい間柄の人物を下の名前二文字に「ちゃん」付けで呼ぶ。クラブの閉鎖以降、遙や真琴とは違う中学校であったために疎遠となっていたが、遙の泳ぎに憧れていたため、また一緒に泳ぎたいという想いから岩鳶へ入学した。
天真爛漫な性格。自由な発言をしつつも、周りのことをよく考えている。突拍子もない言動で怜をよく振り回している。
邪気がなく、大胆で真っ直ぐな性格で行動力があり、メンバーのムードメーカー。遙と凛の対決後に岩鳶高校での水泳部設立を提案し、真琴を部長、遙を副部長に指名すると自身も会計に就き、意欲的に取り組む。同級生の怜の棒高跳びのフォームに惚れ込んだことや、名前が女っぽいという共通点による親近感から、熱心に勧誘して入部させることに成功する。
種目は平泳ぎ。後半でタイムが速くなる泳ぎが特徴で「腕が伸びるような錯覚を起こすストローク」と評されている。イメージはペンギンで、本人もペンギン好き。
中学時代、親に強制的に進学校へ通わされていたが、精神的に参ってしまったことから、親に岩鳶高校へ通うことを許される。それ以来勉強が本当に嫌いになり、得意な歴史では90点台をとるものの他教科ではひどい点数を取っていた。水泳を続けるために家出もしたが、今は水泳と勉強の両立をする為に努力している。
チャームポイントはヒラメ筋。
竜ヶ崎 怜（りゅうがざき れい）
声 - 平川大輔、日笠陽子（小学生時代）
岩鳶高校1年生。2期では2年生。3期では3年生。一人称は「僕」。身長177cm、体重65kg、12月14日生まれのいて座。得意教科は数学・英語、苦手教科は音楽と美術。好きなものは寿司、計算、棒高跳びで苦手なものは体に悪そうなもの、UFO、非科学的な物。非科学的なものが苦手なだけでお化け屋敷は怖くない。赤いセルフレーム眼鏡を掛けている。「綺麗」という言葉に弱い。常に丁寧語で会話するが激昂した時は丁寧語ではなくなる。理論と計算でスポーツに向かい合い、そこから導き出される美しさにこだわるなど独特の美意識を抱いており、入学後は陸上部で棒高跳びをしていた。水泳は人間が競技するには不自然で美しくないと感じ、泳げないこともあって同級生の渚からの水泳部への勧誘も断っていた。
自身の美意識を体現したはずの棒高跳びの記録に伸び悩んでいたところ、仮入部として鮫柄との合同練習に参加し、そこで見た遙の泳ぎに魅せられ、水泳部へ正式に入部する。入部当初は理論による自信とは裏腹に他部員から指導を受けた泳法で泳ぐことができず、バタフライでのみ泳ぐことが可能であることが判明する。そのため、練習によってはビート板やプルブイを着用している。2期で凛に教えられ特訓した結果、一応全種目を泳げるようになった。真琴の引退後は後任の部長になっている。3期で、全国大会に出場する。
親友の渚の度が過ぎたイタズラや言動に対しては感情的に反論する事も多々あるがあまり効果はない。居眠りするとだいたい渚にイタズラをされたり合宿で落書きされたりと不憫。イメージは蝶。
チャームポイントは三角筋と上腕二頭筋。

### 岩鳶高校水泳部
松岡 江（まつおか ごう）
声 - 渡辺明乃
岩鳶高校水泳部マネージャー。第1期では1年生、第2期では2年生、第3期は3年生。凛の1つ下の妹。身長160cm、体重は内緒。兄である凛のことを慕っており、凛が日本へ帰国して寮に入ってからは帰宅せず、連絡もろくに無いことを心配して気にかけていたところから、兄と水泳を通じた昔馴染みであった遙達と共に水泳部に関わっていくことになる。
戦国武将・浅井長政の三女・江（ごう）と同じであるものの、古風で現代的ではなく、自身の「女なのに男みたいな名前」の響きを嫌がり、「コウ」と呼んでほしいと常々主張していたが、いつの間にか周りからの「ゴウ」呼びを受け入れている。男性の鍛えられた肉体に見蕩れてしまう嗜好を持ち、筋肉の部位や名称にも詳しい。脚の筋肉だけを見て真琴とわかるレベル。
水泳部に4人目の部員として入部し、マネージャーを務める。選手達が言い出すより先に練習のための場所や相手を探してきたり、データを収集分析してスケジュールや合宿を設定するなど、積極的に活動していく。
天方 美帆（あまかた みほ）
声 - 雪野五月
遙と真琴の担任である、古文の教師。身長165cm、体重は内緒。第1期開始時点では新任だが、着任早々生徒たちから「天ちゃん先生（あまちゃんせんせい）」という愛称を付けられる。地元から東京の大学へ進学した後、別業種で就労していたが、夢破れて教師として故郷へ舞い戻ってきたらしいと噂されていた。
前職が「水着関係の仕事」という噂を聞きつけた渚と真琴から懇願され、消極的ではあるが、水泳部顧問を引き受ける。紫外線曝露を気にしているため、プールサイドや海辺では常に用意したパラソルの下に控えており、水着姿になることもない。顧問ではあるが水泳に関する知識はなく、練習内容を指導することはないが、様々な古典的格言をもってアドバイスしている。
第1期第10話で、「水着関係の仕事」が「西九条まりん」という芸名のグラビアアイドルであったことが判明する。
早船 ロミオ（はやふね ロミオ）
声 - 阿部敦
遙・真琴の卒業後、新入生として水泳部に入部した。専門は遙と同じくフリー。東京とロサンゼルスにいたことがある。中学時代は静流と同じ岸窪中学校に通っていたが、中学最後の大切な試合でフライングをしてしまってから飛び込みに恐怖感を覚えるようになる。しかし、宗介の指導や怜と渚、静流と共にメドレーリレーを泳いだことで克服した。泳ぎそのものは上手。
石動 静流（いするぎ しずる）
声 - 松岡禎丞
遙・真琴の卒業後、新入生として水泳部に入部した。専門は特になく、全種目泳げるが、得意種目がなかった為に、自らバックを推薦する。とても無口だが、新入部員勧誘ビデオに出てきたラクダのチャッピーに反応したりカレーにワカメを大量に乗せたりとなかなか個性的な人物。ロミオと同じ中学出身で、彼のことを「ロミ」と呼んでいる。実家は海鮮販売店で、素潜りもやっているため泳ぎが得意になった。メドレーリレーで泳ぐことになったバックはまだ荒削りだが、これから伸びると評されている。
国木田 歩（くにきだ あゆむ）
声 - 広橋涼
遙・真琴の卒業後、新入生として水泳部に入部した。女子マネージャー。のんびりとしたマイペースな性格で、脂肪の付いた身体を好む。彼女が作るカレーは「国木田家秘伝のスパイス」が入っており激辛である。

### 鮫柄学園水泳部
御子柴 清十郎（みこしば せいじゅうろう）
声 - 津田健次郎
鮫柄学園の水泳部部長。身長187cm、体重77kg。趣味はテニス、ビーチバレー、カラオケ。硬派な性格で気骨のある青年。凛を捜して水泳部を訪れた江の可愛さに好感を持ち、以降猛アタックを繰り返す。
種目はフリーで、大会新記録を出すほどの実力を持つ。第2期1話で凛を後任の部長に任命し、引退する。大学生になった後も、大会の際には必ず応援に来ている。スポーツ推薦で燈鷹大学に進学し、アニメ第3期からは遙、旭の先輩として登場する。
似鳥 愛一郎（にとり あいいちろう）
声 - 宮田幸季
鮫柄学園1年生。2期では2年生。3期では3年生。凛に憧れ慕う水泳部部員。身長168cm、体重55kg→57kg、1月4日生まれのやぎ座。趣味は読書。好きな食べものはサンドイッチとボルシチ、苦手な食べ物は梅干しなどの酸っぱいもの。努力家で真面目な性格だが、ファッションセンスが独特。右の目元に泣き黒子がある。凛に憧れ、いつか同じチームで泳ぎたいと思っている。ドラマCDでは御子柴部長と共に凛を振り回すこともしばしばだったが、百太郎が入ってからは彼に突っ込み苦労することになる。
小学生時代に、凛が遙たちと一緒に出た大会へ出ており、その頃から凛や遙たちを知っている。種目はフリーの長距離だったが、2期では凛とリレーを泳ぎたいと思い平泳ぎを特訓。
県大会では百太郎が選ばれたにもかかわらずリレーメンバーに選出されず落ち込んでいたが、宗介に平泳ぎを教えてもらい自己ベストを出し、地方大会ではリレーメンバーに選出された。宗介が肩を壊したことを明かした時は、一緒に泳ぎたいという彼に同調した。凛が引退後、後任の部長に任命される。
三期では、全国大会に出場。予選では渚と勝負し、勝利を収めた。
寮では1年の時は凛と同室だったが、2年になると新年度の部屋割り変更が行われ、ルームメイトが百太郎になった。部屋の片づけが苦手で机の周りには物が溢れている。実家で犬を飼っている。イメージはアヒル。
山崎 宗介（やまざき そうすけ）
声 - 細谷佳正、悠木碧（小学生時代）
2期から登場。凛の幼馴染で昔の親友。身長185cm、体重76kg、9月14日生まれのおとめ座。趣味はトレーニングと寝ること。得意教科は数学で苦手教科は英語と歴史。好きなものはコーラとトンカツで、苦手なものはシナモンや香草などの匂いがキツイもの。凛の小学校時代の親友で、凛の良き理解者。何事にも動じない強さを持っており、水泳に対しては自分にも周囲にもドライで厳しい姿勢をとる。
東京の水泳強豪校に進学していたが、3年生の春に鮫柄学園の凛と同じクラスに転校する。その後水泳部に入部。凛とは寮でもルームメイトになる。遙とは過去に対戦経験がある。
小学生の頃、凛とリレーチームを組んでいたことがあるが、その時は上手くいかなかった。リレーをつまらないと思い、リレーに情熱をかける凛と価値観の違いから衝突。自分と凛は考え方が違うから同じチームじゃない方がいいと言いチームを離れ、個人競技に専念していた。凛のことはライバルだと思っており、凛と同じく競泳で世界の舞台に立つことを夢としていた。
種目はバタフライで、全国トップテンの実力者。泳ぐ際に、上半身が通常よりも水面から上がるので水の抵抗を受けずリカバリー（ストロークの際に腕を空中で移動させること）ができる。また、肩幅が広く柔軟なため独特なストロークが可能。
3年の春という時期に転校してきた理由として、大学からスカウトが来て進路が決まり、高校水泳最後の年は地元で好きに泳ぎたいと思ったからだと凛に話していた。しかしそれは嘘でスカウトは来ておらず、2年前から右肩を故障していたこと、もう夢は叶わないと悟り水泳を辞めようとしていたが、2年時の地方大会での凛たちのリレーを見て自分も凛と共に泳ぎたいと思い、転校してきたことを地方大会で凛に明かす。そして自分は水泳を辞めるが、最後に凛たちとリレーを泳ぎ凛と本当の仲間になりたいと言い、怪我を押してリレーに出場する。
卒業後の進路は決めておらず、実家に戻り父親の仕事を手伝おうとしていたが、追い出し試合後、凛に夢を諦めてほしくないという想いと待ってるという言葉を告げられ、考えておくと返答している。
3期では肩の療養をしながら、ОBとして鮫柄岩鳶合同合宿に参加、水泳部の練習を見ている。その後、東京で肩の手術が成功し、凛に報告している他、遙たちのことは下の名前で呼ぶようになっている。
イメージはジンベエザメ（ホエールシャーク）。
御子柴 百太郎（みこしば ももたろう）
声 - 鈴村健一
2期第2話から登場。鮫柄学園1年生で、御子柴清十郎の弟。身長172cm、体重59kg、12月6日生まれのいて座。お調子者で明るい性格。兄と似て惚れっぽい、兄と同じく、江の可愛さに好感を持ち、よくアタックしているが江からは「金太郎くん」、天方先生からは「浦島くん」と間違って覚えられている。趣味はクワガタ採りで、「ピュン介」、「リンリン丸」、「ラブ次郎」と名前をつけている。好きな食べ物はチーズハンバーガー、苦手な食べ物はゴーヤなどの苦いもの、好きな言葉は河童の川流れ、好きな石は玄武岩。
当初は水泳部に入る気がなかったが、成り行きで凛たちとリレーを泳いだことがきっかけで入部する。種目は背泳ぎで、しなやかなバサロ泳法が特徴。中学の大会では何度か優勝経験があり、ついた異名は「日本海のラッコ」。
リレーメンバーではなかったのだが、県大会にて個人の背泳ぎで結果を出したため直前にリレーメンバーに選出される。似鳥と同じく肩を痛めた宗介の出場を後押しした。イメージはラッコ。
魚住 拓也（うおずみ たくや）
声 - 相楽信頼
鮫柄学園2年生。専門はバックとバタフライ。当初はリレーメンバーだったが、県大会の個人で結果が伴わず予選落ちする。それにより、同大会のリレー以降、百太郎にリレーメンバーを譲ることになるが、実力を認め快く受け入れた。以降、百太郎からは「うおっち先輩」と呼ばれている。百太郎と同じく女子が大好きなお調子者。
岩清水 透（いわしみず とおる）
声 - 西山宏太朗
鮫柄学園2年生。専門はブレ。県大会のリレーメンバーを担当する。後の地方大会では似鳥にリレーメンバーを譲る。
美波 一輝（みなみ かずき）
声 - 菅原雅芳
鮫柄学園2年生。専門はフリーでマネージャーも兼任。地方大会のフリーリレーに出場する。魚住と似鳥とは一緒に応援するときに隣にいることが多い。意識が高い。

### 岩鳶中学校
鴫野 貴澄（しぎの きすみ）
声 - 鈴木千尋、佐藤利奈（小学生時代）
遙、真琴、旭、郁弥の中学時代の同級生。身長182cm。5月26日生まれ。小学6年の時は凛と宗介と同じクラスだった。
スイミングクラブに通う弟の颯斗を迎えに来たところでコーチの手伝いをしていた真琴と再会する。その後、遙とも再会し、宗介が肩を壊していることと、病院で会ったことを二人に教えた。
3期では、遙や旭と同じ燈鷹大学に通う。
映画『ハイ☆スピード！-Free! Starting Days-』にも登場し、遙たちをバスケットボール部に入るよう勧誘する。
桐嶋 夏也（きりしま なつや）
声 - 野島健児
郁弥の兄。身長185cm。8月20日生まれ。専門種目はフリー。中学時代は岩鳶中学校に通い、水泳部の部長を務め、皆から一目置かれていた。
郁弥とは仲が良かったが、今のままでは郁弥が自分の後ろばかり追いかけたままになると思い、「世界を広げろ、仲間を作れ」と糾弾し、中学に入った頃に郁弥を突き放した。それ以来郁弥との関係がこじれ悩み、互いに皮肉口を叩く間柄になってしまったが、郁弥が仲間の大切さを理解したことで彼を認め、和解する。
岩鳶中学校卒業後は湊風館高校に進学する。同校卒業後はチームには所属せず、競泳大会に出場し「賞金稼ぎ」をしながら世界を放浪し、シドニーで留学中の凛と出会う。帰国後、岩鳶・湊風館・鮫柄学園との3校合同合宿にOBとして参加する。
そこで怪我の手術をするか迷っていた宗介に助言している。イメージは イタチザメ（タイガーシャーク）。
芹沢 尚（せりざわ なお）
声 - 日野聡
身長178cm。8月27日生まれ。
【映画版】
岩鳶中学校水泳部のマネージャーを務める3年生。
遙たちの教育係を担当。専門種目は背泳ぎ。同学年の夏也から厚く信頼されている。
目に病気を持っており、中学の間は試合に出られない為マネージャーをしている。
第3期では東京の大学に進学し、スポーツ医療を学んでいる。区民プールで子どもに水泳を教えるコーチのアルバイトをしていた。引っ越しのため辞めたが、新たにコーチになった真琴を通じて遙たちとも再会する。イメージは カツオドリ（ノーザンガネット）。

### 燈鷹大学水泳部
椎名 旭（しいな あさひ）
声 - 豊永利行
遙、真琴、郁弥、貴澄の中学時代の同級生。身長179cm。4月18日生まれ。第3期で遙と同じ大学に進学し、水泳部に入部する。フリーにも出場した。ややお調子者だが明るくまっすぐな性格で、ムードメーカー的な存在。イメージはクラカケアザラシ（リボンシール）。
【映画版】
岩鳶中学校1年生。専門種目はバタフライ。
明るく元気な性格で、物事を前向きにとらえるポジティブな思考の持ち主。自信家だが、水泳とはまっすぐ向き合う熱血さを持っている。
遙の泳ぎを見てその凄さからフリーを泳げなくなるが、怜に勧められた本や尚の支え、どれだけ泳ぎが凄くても遙も普通の人間なのだと気付き、自分の弱さを認めフリーを泳げるようになる。
中学入学前に引っ越してきており、遙や貴澄たちとは小学校が異なる。姉・茜がいる。さらに中学1年の冬には再度転校したため、いったん遙や真琴、郁弥たちとは関係が切れている。
高校では遙たちと同じく水泳部を設立し、後輩たちと共にリレーで地方大会まで出場する。
稲田 実直
声 - 深川和征
桐生 勇魚（きりゅう いさな）
声 - 金子誠
1年。過去にフリー種目の200mで全国大会出場の経験がある。大学選手権では、フリーリレーにも出場している。
宇仁田 光（うにた ひかる）
声 - 大泊貴揮
1年。北海道出身。異名は「オホーツクのキングサーモン」。その為、「（本名は）ウニなのに（異名は）サケ」と自虐している。

### 霜狼学院大学水泳部
桐嶋 郁弥（きりしま いくや）
声 - 内山昂輝、古城門志帆→桑谷夏子（幼少期）
霜狼学院大学水泳部の1年生。身長176cm。3月3日生まれ。遙、真琴、旭、貴澄の中学時代の同級生。新人戦には個人メドレーで出場。潮音崎高校出身。無口で孤立しがちな性格。国内での記録はほとんどないが、高3で帰国後初めて出た競技会にて須田東の金城と大森学園の寺島を下し、いきなり大会記録を更新し優勝した。高校時代に大会での泳ぎを見た宗介から「とんでもなくしなやかな泳ぎで、フリーの泳ぎ方が遙に似ていた」と評されている。
中学時代、リレーチームが遙の退部や旭の転校で解散したあと、中2の春に兄の夏也と共に水泳留学した。イメージは  シロイルカ（ベルーガ）。
【映画版】
岩鳶中学1年生。専門種目は平泳ぎ。
繊細で真面目、口下手で引っ込み思案。クールな印象だが恥ずかしがり屋で、慌てた時等には素の感情が出る。小学生の頃から板東SCにも通っていた。
兄の夏也がいれば仲間などいらないと思っていたが夏也から突き放されたことにより関係がこじれ寂しい思いをしていた。
部活を辞めるといい学校を飛び出すが、遙、真琴、旭の言葉により仲間の大切さを理解し、夏也にこれまでの態度を謝罪する。その後は部活動に前向きになり、遙たちとの関係性も良好的になる。劇中には母（声 - 進藤尚美）が登場している。
遠野 日和（とおの ひより）
声 - 木村良平、田村睦心（幼少期）
霜狼学院大学の水泳部1年生。身長181cm。1月20日生まれ。郁弥の高校時代からのチームメイト。 穏やかに見えるが、意外に好戦的。専門はバック。イメージは ホッキョクグマ（ポーラーベア）。
星川 翼（ほしかわ つばさ）
声 - 南雲大輔
霜狼学院大学水泳部のキャプテン。
寺島 湖太郎（てらしま こたろう）
声 - 宮崎遊
異名は「鳴門のテッポウウオ」。異名を気に入っていない。
寒河江 慎（さがえ しん）
声 - 金子誠

### 鳴武沢大学水泳部
金城 楓（きんじょう かえで）
声 - 小野大輔、國立幸（幼少期）
鳴武沢大学水泳部所属。身長181cm。10月20日生まれ。一人称は「俺」。当初はバタフライが専門だったが、高校3年生の時にフリーに転向した。フリーの日本記録に最も近い選手として注目を浴びている。非常に好戦的な性格で、他人に対して横暴な態度を取る。
幼少期の遠野を知っており、郁弥とも面識がある。絆の大切さを理解できない。イメージは クロカジキ（ブルーマーリン）。
須堂 煌鉄（すどう こてつ）
声 - ？

### 主要人物の親族
遙の祖母
声 - 小山茉美
物語開始時（無印）では既に故人。幼少期の遙に「十で神童 十五で天才 二十過ぎれば只の人」という言葉を残す。
松岡 虎一
声 - 保村真
凛、江の父親。
松岡 都（まつおか みやこ）
声 - ゆかな
凛、江の母親。
スティーブ
松岡家の飼い猫。凛に全く懐かない。
竜ヶ崎 司（りゅうがざき つかさ）
声 - 鈴木崚汰
怜の兄。
御子柴 五十鈴（みこしば いすず）
声 - 佐藤利奈
清十郎の２つ下の妹。百太郎の１つ上の姉。燈鷹大学附属高校水泳部部長。水泳と格闘ゲームが生きがい。遙に憧れている。筋肉フェチであり、同じく筋肉フェチの江と意気投合する。
ミハイル・マカローヴィチ・ニトリ(Mikhail Makarovich Nitori)
声 - 木内秀信
過去に日本で暮らしていた経験がある。似鳥の母方の親戚である。筋肉が好きなところは凛から「江と同じタイプ」と言われている。
加藤 数馬（かとう かずま）
声 - 加瀬康之
宗介の従兄弟。宗介からは「数兄（かずにい）」と呼ばれている。
宗介の事を気にかけており、宗介を見守っている。 宗介の実家のお店を継ごうとしており、最終的には店を「割烹カズマ」にすると宗介に公言している。
栗宮 茜（くりみや あかね）
声 - 生天目仁美
旭の姉。夫の母が昔からやっていたコーヒーショップ・カフェ「まろん」で働いている。
栗宮 紺（くりみや こん）
声 - 白鳥哲
茜の夫。スポーツライター。
栗宮 月紫（くりみや つくし）
茜、紺の息子。旭の甥っ子。
鴫野 颯斗（しぎの はやと）
声 - 藤村歩
貴澄の弟。岩鳶SCリターンズに通っている。
鴫野 克美（しぎの かつみ）
声 - 鈴木琢磨
貴澄、颯斗の叔父。東京で「鴫野不動産」を経営している。東京で一人暮らしを始める遙に物件を紹介した。

### 主要人物の関係者
笹部 吾朗（ささべ ごろう）
声 - 家中宏
遙たちが通っていたスイミングクラブのコーチ。身長170cm、体重70kg。現在は宅配ピザ屋でアルバイト中。教育指導経験者にして祖父の漁船を操縦できる船舶免許所持者であるため、ピザの配達を依頼される形で度々遙たちに呼び出され、相談相手にされたり伝手を頼りにされたりと、付き合わされている。
美帆がグラビアアイドルであることを知った際には、学生時代はまりんのファンであったことを明かしたが、美帆からは他人へばらさないよう無言の圧力をかけられている。2期にて、祖父のイカ釣り漁船を担保に買い戻して、潰れかけていた岩鳶SCを再建し岩鳶SCリターンズを新たにオープンさせた。
俳優・タレントのつるの剛士からは容姿が似ていることをネタにされている。
東 龍司（あずま りゅうじ）
声 - 草尾毅
燈鷹大学の学食にあらわれる謎の男。元競泳選手で、国内外で競泳コーチをしている。育成した選手がもりもり成績を伸ばすことから「全盛の龍司」「特盛の龍司」と呼ばれている。岩鳶高校のOB。鯖が嫌い。
倉本 岬（くらもと みさき）
声 - 寺崎裕香
真琴が勤める水泳教室に通っている少年。初登場は劇場版で、TVアニメでは第3期に登場している。
夏目 薫（なつめ かおる）
ラッセル、ローリー
声 - Andrew Bongionno（ラッセル）、Tellina Lee（ローリー）
凛のオーストラリア滞在時のホストファミリー。シドニーに来た凛と遙を鯖のサラダでもてなす。
ウィニー
ラッセル、ローリーの飼い犬。凛や遙に懐く。
ウィル
声 - JEFF MANNING
凛のオーストラリア滞在時のコーチ。
デイビット
声 - IAIN GIBB
凛のオーストラリア滞在時の水泳仲間。
世良 忠典（せら ただのり）
声 - 吉野裕行
遙や真琴と同じ3年で陸上部の部長。第2期第3話で、思い悩む怜に陸上部に戻って来るように声を掛けた。怜の陸上選手としての才能を高く評価している様子。怜に誘いを断られた後も、第11話では全国大会出場決定のお祝いを言いに怜の教室へ足を運んでおり、第13話では大会の観客席で応援する姿が描かれている（第13話では台詞がなく、映像のみ）。
花村 千種（はなむら ちぐさ）
声 - 佐藤聡美
江の友人。江からは「花ちゃん」と呼ばれている。書道部員であり水泳部の部員ではないが、友人の江を手助けすることがある。

### その他
アルベルト・ヴォーランデル(Albert Volandel)
声 - JEFF MANNING
スウェーデン出身の競泳選手。身長192cm。日本語訳のテロップでの一人称は「俺」。フリー100m、200mの世界記録保持者。一緒に泳いだ者の心を抉るという「異次元の泳ぎ」から北欧神話における戦いと死を司る神にちなみ「水泳界のオーディン」という異名を持つ。その泳ぎで遙を魅了した。水の中では凄まじいオーラを放つが、普段は穏やかで友好的な性格。
卓越した習得能力を持ち、初めて触れたものでも短時間で使いこなす。練習も本番もその泳ぎは圧倒的で、孤高の絶対王者として君臨している。イメージは ミンククジラ（ミンキーホエール）。
終始英語で話しており、彼が話すシーンでは日本語訳のテロップが表示されている。
ラルフ
声 - PETER VON GOMM
ルーカス
声 - CHRIS KOPROWSKI
アルベルトのスポンサー。電動車椅子に乗った高齢の男性。アルベルトを「アル」と呼んでいる。シドニーにて巨大な水槽内で泳ぐアルベルトを鑑賞しながら「お前は美しい…お前は私の夢そのものだ…」と呟く。

## スタッフ
|                                 | 第1期                                                               | 第2期                                                               | 第3期                                                               |
| ------------------------------- | ------------------------------------------------------------------- | ------------------------------------------------------------------- | ------------------------------------------------------------------- |
| 原案                            | おおじこうじ『ハイ☆スピード！』 （KAエスマ文庫/京都アニメーション） | おおじこうじ『ハイ☆スピード！』 （KAエスマ文庫/京都アニメーション） | おおじこうじ『ハイ☆スピード！』 （KAエスマ文庫/京都アニメーション） |
| 監督                            | 内海紘子                                                            | 内海紘子                                                            | 河浪栄作                                                            |
| シリーズ構成                    | 横谷昌宏                                                            | 横谷昌宏                                                            | 横谷昌宏                                                            |
| キャラクターデザイン 総作画監督 | 西屋太志                                                            | 西屋太志                                                            | 西屋太志                                                            |
| 美術監督                        | 鵜ノ口穣二（第3期は3D美術）                                         | 鵜ノ口穣二（第3期は3D美術）                                         | 鵜ノ口穣二（第3期は3D美術）                                         |
| 美術監督                        | -                                                                   | -                                                                   | 笠井信吾                                                            |
| 色彩設計                        | 米田侑加                                                            | 米田侑加                                                            | 米田侑加                                                            |
| 小物設定                        | 秋竹斉一                                                            | 秋竹斉一                                                            | 秋竹斉一                                                            |
| 撮影監督                        | 髙尾一也                                                            | 髙尾一也                                                            | 髙尾一也                                                            |
| 3D監督                          | -                                                                   | -                                                                   | 柴田裕司                                                            |
| 編集                            | 重村建吾                                                            | 重村建吾                                                            | 重村建吾                                                            |
| 音響監督                        | 鶴岡陽太                                                            | 鶴岡陽太                                                            | 鶴岡陽太                                                            |
| 音楽                            | 加藤達也                                                            | 加藤達也                                                            | 加藤達也                                                            |
| 音楽制作                        | ランティス                                                          | ランティス                                                          | ランティス                                                          |
| 音楽制作                        | -                                                                   | -                                                                   | ハートカンパニー                                                    |
| 企画プロデューサー              | 八田英明                                                            | 八田英明                                                            | 八田英明                                                            |
| プロデューサー                  | 八田真一郎、中村伸一、斎藤滋（音楽プロデューサー兼任）、西出将之    | 八田真一郎、中村伸一、斎藤滋（音楽プロデューサー兼任）、西出将之    | 八田真一郎、中村伸一、斎藤滋（音楽プロデューサー兼任）、西出将之    |
| プロデューサー                  | -                                                                   | -                                                                   | 鈴木めぐみ                                                          |
| アニメーション制作              | 京都アニメーション、アニメーションDo                                | 京都アニメーション、アニメーションDo                                | 京都アニメーション、アニメーションDo                                |
| 製作                            | 岩鳶高校水泳部                                                      | 岩鳶高校水泳部ES                                                    | 岩鳶町後援会                                                        |

## 楽曲
第1期
オープニングテーマ「Rage on」
作詞 - YORKE. / 作曲 - Ta 2 / 編曲 - 下畑"Rio"良介 / 歌 - OLDCODEX
エンディングテーマ「SPLASH FREE」
作詞 - こだまさおり / 作曲・編曲 - 渡辺泰司 / 歌 - STYLE FIVE
スペシャルエンディングテーマ「EVER BLUE」（12Fr）
作詞 - こだまさおり / 作曲・編曲 - 加藤達也 / 歌 - STYLE FIVE

第2期
オープニングテーマ「Dried Up Youthful Fame」
作詞 - YORKE. / 作曲 - Ta_2 / 編曲 - eba / 歌 - OLDCODEX
エンディングテーマ「FUTURE FISH」
作詞 - こだまさおり / 作曲 - 本田光史郎 / 編曲 - 本田光史郎、TAKAROT / 歌 - STYLE FIVE
スペシャルエンディングテーマ「Clear Blue Departure」（13Fr）
作詞 - こだまさおり / 作曲・編曲 - 加藤達也 / 歌 - 七瀬遙（島﨑信長）、橘真琴（鈴木達央）、葉月渚（代永翼）、竜ヶ崎怜（平川大輔）、松岡凛（宮野真守）、山崎宗介（細谷佳正）、似鳥愛一郎（宮田幸季）、御子柴百太郎（鈴村健一）

第3期
オープニングテーマ「Heading to Over」
作詞 - YORKE. / 作曲 - Ta_2 / 編曲 - eba / 歌 - OLDCODEX
エンディングテーマ「GOLD EVOLUTION」
作詞 - こだまさおり / 作曲 - 本多友紀 / 編曲 - 脇眞富 / 歌 - STYLE FIVE
スペシャルエンディングテーマ「Blue Destination」（12Fr）
作詞 - こだまさおり / 作曲・編曲 - 加藤達也 / 歌 - 七瀬遙（島﨑信長）、橘真琴（鈴木達央）、松岡凛（宮野真守）、椎名旭（豊永利行）、桐嶋郁弥（内山昂輝）、葉月渚（代永翼）、竜ヶ崎怜（平川大輔）

## 各話リスト
表中の放送日についてはTOKYO MXでの放送日に従う。
| 話数             | サブタイトル                   | 脚本       | 絵コンテ          | 演出              | 作画監督                     | 放送日         |
| 第1期            | 第1期                          | 第1期      | 第1期             | 第1期             | 第1期                        | 第1期          |
| ---------------- | ------------------------------ | ---------- | ----------------- | ----------------- | ---------------------------- | -------------- |
| 1Fr              | 再会のスターティングブロック！ | 横谷昌宏   | 内海紘子          | 内海紘子          | 西屋太志                     | 2013年 7月3日  |
| 2Fr              | 追憶のディスタンス！           | 横谷昌宏   | 河浪栄作          | 河浪栄作 太田里香 | 引山佳代                     | 7月10日        |
| 3Fr              | 理論のドルフィンキック！       | 横谷昌宏   | 小川太一          | 小川太一          | 丸木宣明                     | 7月17日        |
| 4Fr              | 囚われのバタフライ！           | 横谷昌宏   | 内海紘子          | 三好一郎          | 堀口悠紀子                   | 7月24日        |
| 5Fr              | 試練のオープンウォーター！     | 横谷昌宏   | 武本康弘 河浪栄作 | 河浪栄作          | 引山佳代                     | 8月7日         |
| 6Fr              | 衝撃のノーブリージング！       | 吉田玲子   | 太田里香          | 太田里香          | 高橋博行                     | 8月14日        |
| 7Fr              | 決戦のスタイルワン！           | 横谷昌宏   | 山田尚子          | 山田尚子          | 内藤直                       | 8月21日        |
| 8Fr              | 逆襲のメドレー！               | 横谷昌宏   | 武本康弘          | 武本康弘          | 植野千世子                   | 8月28日        |
| 9Fr              | 迷いのルーズンアップ！         | 吉田玲子   | 小川太一          | 小川太一          | 丸木宣明                     | 9月4日         |
| 10Fr             | 苛立ちのハートレイト！         | 横谷昌宏   | 北之原孝將        | 北之原孝將        | 池田晶子                     | 9月11日        |
| 11Fr             | 激情のオールアウト！           | 横谷昌宏   | 太田里香          | 太田里香          | 引山佳代                     | 9月18日        |
| 12Fr             | 遙かなるフリー！               | 横谷昌宏   | 内海紘子          | 河浪栄作          | 西屋太志                     | 9月25日        |
| 第2期            |                                |            |                   |                   |                              |                |
| 1Fr              | 嵐のダイブダッシュ！           | 横谷昌宏   | 内海紘子          | 内海紘子          | 西屋太志                     | 2014年 7月2日  |
| 2Fr              | 邂逅のストローク！             | 横谷昌宏   | 内海紘子          | 藤田春香          | 丸木宣明                     | 7月9日         |
| 3Fr              | 別れのバタフライ！             | 横谷昌宏   | 内海紘子          | 雪村愛            | 植野千世子                   | 7月16日        |
| 4Fr              | 約束のサマーソルトターン！     | 横谷昌宏   | 河浪栄作          | 河浪栄作          | 引山佳代                     | 7月23日        |
| 5Fr              | 決意のヘッドアップ！           | 西岡麻衣子 | 小川太一          | 小川太一          | 秋竹斉一                     | 7月30日        |
| 6Fr              | 無敵のプライム！               | 横谷昌宏   | 山村卓也          | 山村卓也          | 門脇未来                     | 8月6日         |
| 7Fr              | 雪辱のクラウチングスタート！   | 横谷昌宏   | 北之原孝將        | 北之原孝將        | 池田晶子                     | 8月13日        |
| 8Fr              | 変局のロコモーティブ！         | 石川知佳   | 雪村愛            | 雪村愛            | 植野千世子                   | 8月20日        |
| 9Fr              | 失速のフォーミング！           | 横谷昌宏   | 河浪栄作          | 河浪栄作          | 引山佳代                     | 8月27日        |
| 10Fr             | 涙のシックスビート！           | 横谷昌宏   | 石原立也          | 小川太一          | 秋竹斉一                     | 9月3日         |
| 11Fr             | 運命のネバーターン！           | 横谷昌宏   | 山村卓也          | 山村卓也          | 池田和美                     | 9月10日        |
| 12Fr             | 異郷のスイムオフ！             | 横谷昌宏   | 山田尚子          | 山田尚子          | 瀬崎利恵                     | 9月17日        |
| 13Fr             | はじまりのエターナルサマー！   | 横谷昌宏   | 内海紘子          | 雪村愛 内海紘子   | 植野千世子 西屋太志          | 9月24日        |
| Extra Fr （OVA） | 禁断のオールハード！           | 横谷昌宏   | 内海紘子          | 河浪栄作          | 植野千世子 西屋太志          | -              |
| 第3期            |                                |            |                   |                   |                              |                |
| 第0話 （未放送） | 早春のビルドアップ！           | 松田はる菜 | 北之原孝將        | 北之原孝將        | 岡村公平                     | -              |
| 第1話            | 芽吹きのダイブスタート！       | 横谷昌宏   | 河浪栄作          | 河浪栄作          | 明見裕子 丸木宣明            | 2018年 7月12日 |
| 第2話            | 流星のプロミス！               | 横谷昌宏   | 澤真平            | 澤真平            | 植野千世子                   | 7月19日        |
| 第3話            | 異国のフィストスイム！         | 横谷昌宏   | 武本康弘 河浪栄作 | 武本康弘          | 角田有希 高瀬亜貴子          | 7月26日        |
| 第4話            | 喪失のインターフェア！         | 横谷昌宏   | 石原立也          | 石原立也          | 丸子達就                     | 8月2日         |
| 第5話            | 兆しのワークアウト！           | 松田はる菜 | 小川太一          | 小川太一 石立太一 | 池田和美 門脇未来            | 8月9日         |
| 第6話            | 深淵のマーメイド！             | 吉田玲子   | 山田尚子 藤田春香 | 山田尚子          | 高瀬亜貴子 角田有希          | 8月16日        |
| 第7話            | 孤高のメドレー！               | 横谷昌宏   | 北之原孝將        | 北之原孝將        | 丸木宣明                     | 8月23日        |
| 第8話            | 魂のメタモルフォーゼ！         | 横谷昌宏   | 藤田春香          | 藤田春香          | 明見裕子 高瀬亜貴子 池田和美 | 8月30日        |
| 第9話            | 夕凪のインターバル！           | 松田はる菜 | 澤真平            | 澤真平            | 植野千世子                   | 9月6日         |
| 第10話           | 希望のグラブスタート！         | 吉田玲子   | 武本康弘          | 武本康弘          | 角田有希                     | 9月13日        |
| 第11話           | 集結のストリームライン！       | 横谷昌宏   | 石立太一          | 石立太一          | 丸子達就 丸木宣明            | 9月20日        |
| 第12話           | Dive to the Future!            | 横谷昌宏   | 小川太一 河浪栄作 | 小川太一 河浪栄作 | 岡村公平 池田和美 高瀬亜貴子 | 9月27日        |

## 放送局
| 放送期間                | 放送時間                     | 放送局       | 対象地域   | 備考                                     |
| ----------------------- | ---------------------------- | ------------ | ---------- | ---------------------------------------- |
| 2013年7月4日 - 9月26日  | 木曜 0:30 - 1:00（水曜深夜） | TOKYO MX     | 東京都     |                                          |
|                         | 木曜 2:05 - 2:35（水曜深夜） | テレビ愛知   | 愛知県     |                                          |
|                         | 木曜 2:43 - 3:13（水曜深夜） | 朝日放送     | 近畿広域圏 | 製作参加 / 『水曜アニメ〈水もん〉』第2部 |
| 2013年7月8日 - 9月30日  | 月曜 0:00 - 0:30（日曜深夜） | BS11         | 日本全域   | BS放送 / 『ANIME+』枠                    |
| 2013年7月10日 - 10月2日 | 水曜 22:00 - 22:30           | AT-X         | 日本全域   | CS放送 / リピート放送あり                |
| 2013年8月20日 - 11月5日 | 火曜 22:00 - 22:30           | アニマックス | 日本全域   | BS放送 / CS放送 / リピート放送あり       |

| 配信期間                 | 配信時間           | 配信サイト                   |
| ------------------------ | ------------------ | ---------------------------- |
| 2013年7月8日 - 9月30日   | 月曜 22:00 - 22:30 | ニコニコ生放送 ABC動画倶楽部 |
|                          | 月曜 22:30 更新    | ニコニコチャンネル           |
| 2013年7月22日 - 10月14日 | 月曜 12:00 更新    | バンダイチャンネル           |

| 放送期間                 | 放送時間                     | 放送局        | 対象地域   | 備考                                            |
| ------------------------ | ---------------------------- | ------------- | ---------- | ----------------------------------------------- |
| 2014年7月3日 - 9月25日   | 木曜 0:30 - 1:00（水曜深夜） | TOKYO MX      | 東京都     |                                                 |
|                          | 木曜 2:05 - 2:35（水曜深夜） | テレビ愛知    | 愛知県     |                                                 |
|                          | 木曜 2:14 - 2:44（水曜深夜） | 朝日放送      | 近畿広域圏 | 製作参加 / 『水曜アニメ〈水もん〉』第1部        |
| 2014年7月5日 - 9月27日   | 土曜 23:00 - 23:30           | BS11          | 日本全域   | BS放送 / 『ANIME+』枠                           |
| 2014年7月9日 - 10月1日   | 水曜 22:00 - 22:30           | AT-X          | 日本全域   | CS放送 / リピート放送あり                       |
| 2014年7月26日 - 10月18日 | 土曜 1:45 - 2:10（金曜深夜） | NHK総合・鳥取 | 鳥取県     | 鳥取局ローカル編成 / 本編後に「岩美紀行」を放送 |

| 配信期間                 | 配信時間           | 配信サイト                       |
| ------------------------ | ------------------ | -------------------------------- |
| 2014年7月6日 - 9月28日   | 日曜 22:30 - 23:00 | ニコニコ生放送                   |
|                          | 日曜 23:00 更新    | ニコニコチャンネル               |
| 2014年7月21日 - 10月13日 | 月曜 12:00 更新    | バンダイチャンネル dアニメストア |

| 放送期間                                                                                          | 放送時間                     | 放送局         | 対象地域   | 備考                                                                     |
| ------------------------------------------------------------------------------------------------- | ---------------------------- | -------------- | ---------- | ------------------------------------------------------------------------ |
| 2018年7月12日 - 9月27日                                                                           | 木曜 0:00 - 0:30（水曜深夜） | TOKYO MX       | 東京都     |                                                                          |
|                                                                                                   | 木曜 2:05 - 2:35（水曜深夜） | テレビ愛知     | 愛知県     |                                                                          |
| 2018年7月13日 - 9月28日                                                                           | 金曜 0:00 - 0:30（木曜深夜） | BS11           | 日本全域   | BS放送 / 『ANIME+』枠                                                    |
| 2018年7月13日 - 9月27日                                                                           | 木曜 2:15 - 2:45（水曜深夜） | 朝日放送テレビ | 近畿広域圏 | 『水曜アニメ〈水もん〉』第1部 / 初回は金曜 2:43 - 3:13（木曜深夜）に放送 |
| 2018年7月14日 - 9月29日                                                                           | 土曜 0:30 - 1:00（金曜深夜） | AT-X           | 日本全域   | CS放送 / リピート放送あり                                                |
| 2018年10月27日                                                                                    | 土曜 16:40 - 22:10           | 日テレプラス   | 日本全域   | CS放送 / 全12話一挙放送                                                  |
| 日テレプラス除く全局にて放送開始前週に特別番組『今からでも分かる『Free!シリーズ』』が放送された。 |                              |                |            |                                                                          |

| 配信期間                | 配信時間                   | 配信サイト                                      |
| ----------------------- | -------------------------- | ----------------------------------------------- |
| 2018年7月12日 - 9月27日 | 木曜 23:30 - 金曜 0:00     | AbemaTV Abemaアニメチャンネル                   |
| 2018年7月14日 - 9月29日 | 土曜 23:00 更新            | dアニメストア                                   |
|                         | 土曜 23:00 - 23:30         | ニコニコ生放送                                  |
|                         | 土曜 23:30 更新            | ニコニコチャンネル                              |
| 2018年7月15日- 9月30日  | 日曜 0:00（土曜深夜） 更新 | ビデオパス milplus J:COMオンデマンド メガパック |
| 2018年7月16日- 10月1日  | 月曜 23:00 更新            | GYAO! ひかりTV                                  |
| 2018年7月17日- 10月2日  | 火曜 12:00 更新            | U-NEXT アニメ放題                               |

| 朝日放送 水曜アニメ〈水もん〉 第2部                | 朝日放送 水曜アニメ〈水もん〉 第2部 | 朝日放送 水曜アニメ〈水もん〉 第2部         |
| 前番組                                             | 番組名                              | 次番組                                      |
| -------------------------------------------------- | ----------------------------------- | ------------------------------------------- |
| カーニヴァル                                       | Free!                               | 境界の彼方                                  |
| 朝日放送→朝日放送テレビ 水曜アニメ〈水もん〉 第1部 |                                     |                                             |
| 蟲師 続章                                          | Free!-Eternal Summer-               | テラフォーマーズ                            |
| ラストピリオド -終わりなき螺旋の物語-              | Free!-Dive to the Future-           | 青春ブタ野郎はバニーガール 先輩の夢を見ない |

## 映像特典
『FrFr! 〜Free! short movie〜』は、第1期DVD&BDに収録の未放送オリジナル・ショートムービー。
| 巻数  | 話数   | サブタイトル           | 脚本              | 絵コンテ・演出 | 作画監督 |
| ----- | ------ | ---------------------- | ----------------- | -------------- | -------- |
| vol.1 | 1FrFr! | 真琴の悩み！           | 横谷昌宏 内海紘子 | 内海紘子       | 西屋太志 |
| vol.1 | 2FrFr! | 部員募集！             | 横谷昌宏 内海紘子 | 内海紘子       | 西屋太志 |
| vol.3 | 3FrFr! | 凛と似鳥の一週間！     | 横谷昌宏 内海紘子 | 内海紘子       | 西屋太志 |
| vol.3 | 4FrFr! | 怜の飛び込み猛特訓！   | 横谷昌宏 内海紘子 | 内海紘子       | 西屋太志 |
| vol.5 | 5FrFr! | 怜と理論とブーメラン！ | 横谷昌宏 内海紘子 | 内海紘子       | 西屋太志 |
| vol.5 | 6FrFr! | 岩鳶家の一族！         | 横谷昌宏 内海紘子 | 内海紘子       | 西屋太志 |
| vol.5 | 7FrFr! | 遙かなるフリフリ！     | 横谷昌宏 内海紘子 | 内海紘子       | 西屋太志 |

## Webラジオ
『イワトビちゃんねる』は、2013年6月17日から2013年9月30日までランティスウェブラジオと音泉にて配信されたWebラジオ番組。パーソナリティは、島﨑信長（七瀬遙 役）と鈴木達央（橘真琴 役）。毎週月曜配信。全16回。
2013年10月7日より、『イワトビちゃんねるS』とリニューアルされ、2014年2月10日まで配信された。パーソナリティは島﨑信長。月1更新で、毎回ゲストを迎えての放送となった。全5回。
2014年6月30日より、『イワトビちゃんねるES』を配信開始。パーソナリティは島﨑信長。第8回までは隔週月曜更新。第9回より月1回の更新となった。2015年3月17日の配信で終了した。全13回。
第2期DVD&BD初回特典としてWebラジオ特別版CD『サメヅカちゃんねる』が収録。パーソナリティーは津田健次郎（御子柴清十郎 役）と宮田幸季（似鳥愛一郎 役）。
アニメ第3期を記念したSP回『イワトビちゃんねるDF』が音泉にて2018年7月6日、9月20日、11月21日、2019年1月10日に配信された。パーソナリティは島﨑信長と鈴木達央。
2015年3月21日に発表された第1回アニラジアワードにおいて、『イワトビちゃんねるES』が「BEST FUNNY RADIO 大笑いラジオ賞」を受賞した。
ゲスト
『イワトビちゃんねる』
- 第3回（2013年7月1日） - 代永翼（葉月渚 役）
- 第7回（2013年7月29日） - 平川大輔（竜ヶ崎怜 役）
- 第9回（2013年8月12日） - 代永翼（葉月渚 役）
- 第11回（2013年8月26日） - 津田健次郎（御子柴清十郎 役）
- 第13回（2013年9月9日） - 宮田幸季（似鳥愛一郎 役）
- ラジオCD第1巻 - 宮野真守（松岡凛 役）
- ラジオCD第2巻 - 代永翼、平川大輔、宮野真守

『イワトビちゃんねるS』
- 第1回（2013年10月期） - 鈴木達央（橘真琴 役）
- 第2回（2013年11月期） - 代永翼（葉月渚 役）
- 第3回（2013年12月期） - 渡辺明乃（松岡江 役）、雪野五月（天方美帆 役）
- 第4回（2014年01月期） - 平川大輔（竜ヶ崎怜 役）
- 第5回（2014年02月期） - 宮野真守（松岡凛 役）

『イワトビちゃんねるES』
- 第1回（2014年6月30日） - 鈴木達央（橘真琴 役）
- 第2回（2014年7月14日） - 細谷佳正（山崎宗介 役）
- 第3回（2014年7月28日） - 平川大輔（竜ヶ崎怜 役）
- 第4回（2014年8月11日） - 代永翼  （葉月渚 役）
- 第5回（2014年8月25日） - 渡辺明乃（松岡江 役）
- 第6回（2014年9月8日） -  鈴村健一（御子柴百太郎 役）
- 第7回（2014年9月22日） - 宮野真守（松岡凛 役）
- 第8回（2014年10月6日） - 鈴木達央（橘真琴 役）
- 第9回（2014年11月期） - 宮田幸季（似鳥愛一郎 役）
- 第10回（2014年12月期） - 細谷佳正（山崎宗介 役）
- 第11回（2015年01月期） - 代永翼（葉月渚 役）
- 第12回（2015年02月期） - 平川大輔（竜ヶ崎怜 役）
- 第13回（2015年03月期） - 鈴木達央（橘真琴 役）
- ラジオCD第1巻 - 代永翼、平川大輔
- ラジオCD第2巻 - 鈴木達央、宮野真守、細谷佳正

『サメヅカちゃんねる』
- 第1巻 - 細谷佳正（山崎宗介 役）
- 第2巻 - 平川大輔（竜ヶ崎怜 役）
- 第3巻 - 鈴村健一（御子柴百太郎 役）
- 第4巻 - 代永翼（葉月渚 役）
- 第5巻 - 宮野真守（松岡凛 役）
- 第6巻 - 鈴木達央（橘真琴 役）
- 第7巻 - 島﨑信長（七瀬遙 役）

## 劇場版
『映画 ハイ☆スピード！-Free! Starting Days-』（えいが ハイ・スピード フリー・スターティング・デイズ）は、2015年12月5日に公開された。原案の『ハイ☆スピード！』のアニメ化で、七瀬遙と橘真琴の中学時代の物語。3月23日に公式サイトオープン、4月24日スタッフ情報が解禁された。興行収入は6億9100万円。
テレビアニメ第2期を再構成した『劇場版 Free!-Timeless Medley-』（げきじょうばん フリー・タイムレス・メドレー）は、2017年3月19日に公式サイトがオープンし、絆は同年4月22日に公開、約束は同年7月1日に公開された。公開から4週間は上映前にキャラクター舞台挨拶が実施された。興行収入は『絆』が2億7000万円、『約束』が2億8800万円。
新作アニメ『特別版 Free!-Take Your Marks-』（とくべつばん フリー・テイク・ユア・マークス）は同年10月28日に劇場公開。興行収入は3億4600万円。
テレビアニメ第3期を再構成した『劇場版 Free!-Road to the World-夢』（げきじょうばん フリー・ロード・トゥ・ザ・ワールド・ゆめ）は、2019年4月26日に公式サイトがオープンし、同年7月5日に公開された。
最終章『劇場版 Free!-the Final Stroke-』（げきじょうばん フリー・ザ・ファイナル・ストローク）は、2021年4月26日に公式サイトがオープンし、同年9月17日に前編が公開され、2022年4月22日に後編が公開された。前編の興行収入は7億円。

### スタッフ（劇場版）
|                      | 第1作                                                               | 第2作                                                               | 第3作                                                               | 第4作                                                               | 第5作                                                               |
| -------------------- | ------------------------------------------------------------------- | ------------------------------------------------------------------- | ------------------------------------------------------------------- | ------------------------------------------------------------------- | ------------------------------------------------------------------- |
| 原案                 | おおじこうじ『ハイ☆スピード！』 （KAエスマ文庫/京都アニメーション） | おおじこうじ『ハイ☆スピード！』 （KAエスマ文庫/京都アニメーション） | おおじこうじ『ハイ☆スピード！』 （KAエスマ文庫/京都アニメーション） | おおじこうじ『ハイ☆スピード！』 （KAエスマ文庫/京都アニメーション） | おおじこうじ『ハイ☆スピード！』 （KAエスマ文庫/京都アニメーション） |
| 監督                 | 武本康弘                                                            | 河浪栄作                                                            | 河浪栄作                                                            | 河浪栄作                                                            | 河浪栄作                                                            |
| 構成                 | 横谷昌宏                                                            | 横谷昌宏                                                            | 横谷昌宏                                                            | 横谷昌宏                                                            | 河浪栄作                                                            |
| 脚本                 | 西岡麻衣子                                                          | 横谷昌宏（第5作は脚本協力）                                         | 横谷昌宏（第5作は脚本協力）                                         | 横谷昌宏（第5作は脚本協力）                                         | 河浪栄作                                                            |
| キャラクターデザイン | 西屋太志                                                            | 西屋太志                                                            | 西屋太志                                                            | 西屋太志                                                            | 西屋太志                                                            |
| 総作画監督           | 西屋太志                                                            | 西屋太志                                                            | 西屋太志                                                            | 西屋太志                                                            | 岡村公平、門脇未来                                                  |
| 美術監督             | 鵜ノ口穣二（第4作は3D美術）                                         | 鵜ノ口穣二（第4作は3D美術）                                         | 鵜ノ口穣二（第4作は3D美術）                                         | 鵜ノ口穣二（第4作は3D美術）                                         | -                                                                   |
| 美術監督             | -                                                                   | -                                                                   | -                                                                   | 笠井信吾                                                            | 笠井信吾                                                            |
| 色彩設計             | 米田侑加                                                            | 米田侑加                                                            | 米田侑加                                                            | 米田侑加                                                            | 米田侑加                                                            |
| 小物設定             | 秋竹斉一                                                            | 秋竹斉一                                                            | 秋竹斉一                                                            | 秋竹斉一                                                            | 唐田洋                                                              |
| 撮影監督             | 髙尾一也                                                            | 髙尾一也                                                            | 髙尾一也                                                            | 髙尾一也                                                            | 髙尾一也                                                            |
| 3D監督               | -                                                                   | 柴田裕司                                                            | 柴田裕司                                                            | 柴田裕司                                                            | 柴田裕司                                                            |
| 音響監督             | 鶴岡陽太                                                            | 鶴岡陽太                                                            | 鶴岡陽太                                                            | 鶴岡陽太                                                            | 鶴岡陽太                                                            |
| 音楽                 | 加藤達也                                                            | 加藤達也                                                            | 加藤達也                                                            | 加藤達也                                                            | 加藤達也                                                            |
| アニメーション制作   | 京都アニメーション                                                  | 京都アニメーション                                                  | 京都アニメーション                                                  | 京都アニメーション                                                  | 京都アニメーション                                                  |
| アニメーション制作   | -                                                                   | アニメーションDo                                                    | アニメーションDo                                                    | アニメーションDo                                                    | -                                                                   |
| 配給                 | 松竹                                                                | 松竹                                                                | 松竹                                                                | 松竹                                                                | 松竹                                                                |
| 製作                 | ハイスピード製作委員会                                              | 岩鳶高校水泳部TM絆 岩鳶高校水泳部TM約束                             | 岩鳶高校水泳部TYM                                                   | 岩鳶町後援会2019                                                    | 岩鳶町後援会2021                                                    |

### 楽曲（劇場版）
Starting Days
主題歌「Aching Horns」
作詞 - YORKE. / 作曲 - Ta 2 / 編曲 - 小山寿 / 歌 - OLDCODEX

Timeless Medley
主題歌「RISING FREE」
作詞 - こだまさおり / 作曲・編曲 - 渡辺拓也 / 歌 - STYLE FIVE
『絆』エンディングテーマ「EVER BLUE」
作詞 - こだまさおり / 作曲・編曲 - 加藤達也 / 歌 - STYLE FIVE
『約束』エンディングテーマ「Clear Blue Departure」
作詞 - こだまさおり / 作曲・編曲 - 加藤達也 / 歌 - 七瀬遙（島﨑信長）、橘真琴（鈴木達央）、葉月渚（代永翼）、竜ヶ崎怜（平川大輔）、松岡凛（宮野真守）、山崎宗介（細谷佳正）、似鳥愛一郎（宮田幸季）、御子柴百太郎（鈴村健一）

Take Your Marks
オープニングテーマ「FREE-STYLE SPIRIT」
作詞 - こだまさおり / 作曲・編曲 - 三好啓太 / 歌 - STYLE FIVE
挿入歌「RISING FREE」
作詞 - こだまさおり / 作曲・編曲 - 渡辺拓也 / 歌 - STYLE FIVE
エンディングテーマ「What Wonderful Days!!」
作詞 - こだまさおり / 作曲・編曲 - 板垣祐介 / 歌 - 岩鳶町のゆかいな仲間たち

Road to the World
オープニングテーマ「Blue Destination」
作詞 - こだまさおり / 作曲・編曲 - 加藤達也 / 歌 - 七瀬遙（島﨑信長）、橘真琴（鈴木達央）、松岡凛（宮野真守）、椎名旭（豊永利行）、桐嶋郁弥（内山昂輝）、葉月渚（代永翼）、竜ヶ崎怜（平川大輔）
主題歌「BRAVE DREAM」
作詞 - こだまさおり / 作曲・編曲 - 渡辺泰司 / 歌 - STYLE FIVE

the Final Stroke
前編エンディングテーマ「We could be free」
作曲・編曲 - 加藤達也
後編主題歌「This Fading Blue」
作詞 - YORKE. / 作曲・編曲 - 加藤達也 / 歌 - OLDCODEX
この曲の発表をもって、OLDCODEXは解散。

### 各話リスト（劇場版）
| 話数                                      | サブタイトル                              | 脚本                                      | 絵コンテ                                     | 演出                                                                | 作画監督                                                                                         |
| 映画 ハイ☆スピード！-Free! Starting Days- | 映画 ハイ☆スピード！-Free! Starting Days- | 映画 ハイ☆スピード！-Free! Starting Days- | 映画 ハイ☆スピード！-Free! Starting Days-    | 映画 ハイ☆スピード！-Free! Starting Days-                           | 映画 ハイ☆スピード！-Free! Starting Days-                                                        |
| ----------------------------------------- | ----------------------------------------- | ----------------------------------------- | -------------------------------------------- | ------------------------------------------------------------------- | ------------------------------------------------------------------------------------------------ |
|                                           |                                           | 西岡麻衣子                                | 武本康弘 石立太一 小川太一 藤田春香 山村卓也 | 北之原孝将、石立太一 小川太一、藤田春香 河浪栄作、山村卓也 武本康弘 | 植野千世子、丸木宣明 瀬崎利恵、角田有希 岡村公平、明見裕子 門脇未来、池田晶子 西屋太志、秋竹斉一 |
| 劇場版 Free!-Timeless Medley-             |                                           |                                           |                                              |                                                                     |                                                                                                  |
| 1                                         | 絆                                        | 横谷昌宏                                  | 河浪栄作                                     | 河浪栄作、山村卓也                                                  | 西屋太志、門脇未来                                                                               |
| 2                                         | 約束                                      | 横谷昌宏                                  | 河浪栄作                                     | 河浪栄作、山村卓也                                                  | 西屋太志、門脇未来                                                                               |
| 特別版 Free!-Take Your Marks-             |                                           |                                           |                                              |                                                                     |                                                                                                  |
| #01                                       | 運命のチョイス！                          | 横谷昌宏                                  | 山村卓也                                     | 山田尚子                                                            | 丸木宣明                                                                                         |
| #02                                       | 秘湯のクーリングダウン！                  | 横谷昌宏                                  | 山村卓也                                     | 武本康弘                                                            | 丸子達就                                                                                         |
| #03                                       | 結束のバタフライ！                        | 横谷昌宏                                  | 山村卓也                                     | 山村卓也                                                            | 門脇未来                                                                                         |
| #04                                       | 旅立ちのエターナルブルー！                | 横谷昌宏                                  | 河浪栄作                                     | 河浪栄作                                                            | 丸木宣明、西屋太志                                                                               |
| 劇場版 Free!-Road to the World-夢         |                                           |                                           |                                              |                                                                     |                                                                                                  |
|                                           |                                           | 横谷昌宏                                  | 河浪栄作                                     | 河浪栄作、山村卓也                                                  | 池田和美、岡村公平                                                                               |
| 劇場版 Free!-the Final Stroke-            |                                           |                                           |                                              |                                                                     |                                                                                                  |
| 前編                                      | 前編                                      | 河浪栄作                                  | 河浪栄作                                     | 太田稔、澤真平、小川太一、山村卓也、河浪栄作                        | 高橋真梨子、丸木宣明、池田和美、岡村公平、門脇未来                                               |
| 後編                                      | 後編                                      | 河浪栄作                                  | 河浪栄作                                     | 澤真平、太田稔、山村卓也、河浪栄作                                  | 高橋真梨子、丸木宣明、池田和美、岡村公平、門脇未来                                               |

## 関連商品

### BD / DVD
TSUTAYAオンライン・アニメストアでは、第1期が全巻とも第1位を記録した。
| 巻 | 発売日        | 収録話          | 特典                                                              | 規格品番   | 規格品番   |
| 巻 | 発売日        | 収録話          | 特典                                                              | BD         | DVD        |
| -- | ------------- | --------------- | ----------------------------------------------------------------- | ---------- | ---------- |
| 1  | 2013年9月11日 | 第1話 - 第2話   | FrFr!〜Free! short movie〜1 ノンテロップオープニング&エンディング | PCXE-50281 | PCBE-54351 |
| 2  | 2013年10月9日 | 第3話 - 第4話   | Special Free! Talk 1（島﨑信長・鈴木達央・平川大輔）              | PCXE-50282 | PCBE-54352 |
| 3  | 2013年11月6日 | 第5話 - 第6話   | FrFr!〜Free! short movie〜2                                       | PCXE-50283 | PCBE-54353 |
| 4  | 2013年12月4日 | 第7話 - 第8話   | Special Free! Talk 2（島﨑信長・鈴木達央・代永翼）                | PCXE-50284 | PCBE-54354 |
| 5  | 2014年1月8日  | 第9話 - 第10話  | FrFr!〜Free! short movie〜3                                       | PCXE-50285 | PCBE-54355 |
| 6  | 2014年2月5日  | 第11話 - 第12話 | Special Free! Talk 3（島﨑信長・鈴木達央・宮野真守）              | PCXE-50286 | PCBE-54356 |

| 巻 | 発売日         | 収録話              | 特典 | 規格品番   | 規格品番   |
| 巻 | 発売日         | 収録話              | 特典 | BD         | DVD        |
| -- | -------------- | ------------------- | --- | ---------- | ---------- |
| 1  | 2014年9月17日  | 第1話 - 第2話       | Special Free! Talk ES 1（島﨑信長・鈴木達央・宮野真守）                                                                  | PCXE-50421 | PCBE-54651 |
| 2  | 2014年10月15日 | 第3話 - 第4話       | Special Free! Talk ES 2（島﨑信長・鈴木達央・細谷佳正）                                                                  | PCXE-50422 | PCBE-54652 |
| 3  | 2014年11月19日 | 第5話 - 第6話       | Special Free! Talk ES 3（島﨑信長・鈴木達央・代永翼）                                                                    | PCXE-50423 | PCBE-54653 |
| 4  | 2014年12月17日 | 第7話 - 第8話       | Special Free! Talk ES 4（島﨑信長・鈴木達央・平川大輔） ノンテロップオープニング                                         | PCXE-50424 | PCBE-54654 |
| 5  | 2015年1月21日  | 第9話 - 第10話      | Special Free! Talk ES 5（島﨑信長・鈴木達央・細谷佳正） ノンテロップエンディング                                         | PCXE-50425 | PCBE-54655 |
| 6  | 2015年2月18日  | 第11話 - 第12話     | Special Free! Talk ES 6（島﨑信長・鈴木達央・宮野真守）                                                                  | PCXE-50426 | PCBE-54656 |
| 7  | 2015年3月18日  | 第13話 Extra（OVA） | Special Free! Talk ES 7 13 Fr（島﨑信長・鈴木達央・代永翼・平川大輔） Extra Fr（島﨑信長・平川大輔・宮田幸季・鈴村健一） | PCXE-50427 | PCBE-54657 |

| 巻 | 発売日         | 収録話          | 規格品番   | 規格品番   |
| 巻 | 発売日         | 収録話          | BD         | DVD        |
| -- | -------------- | --------------- | ---------- | ---------- |
| 1  | 2018年9月26日  | 第0話 - 第2話   | PCXE-50851 | PCBE-56021 |
| 2  | 2018年10月17日 | 第3話 - 第4話   | PCXE-50852 | PCBE-56022 |
| 3  | 2018年11月21日 | 第5話 - 第6話   | PCXE-50853 | PCBE-56023 |
| 4  | 2018年12月19日 | 第7話 - 第8話   | PCXE-50854 | PCBE-56024 |
| 5  | 2019年1月16日  | 第9話 - 第10話  | PCXE-50855 | PCBE-56025 |
| 6  | 2019年2月20日  | 第11話 - 第12話 | PCXE-50856 | PCBE-56026 |

| 発売日        | サブタイトル          | 特典                                                   | 規格品番   | 規格品番   |
| 発売日        | サブタイトル          | 特典                                                   | BD         | DVD        |
| ------------- | --------------------- | ------------------------------------------------------ | ---------- | ---------- |
| 2016年7月20日 | Starting Days         | コメンタリー（島﨑信長・鈴木達央・豊永利行・内山昂輝） | PCXE-50630 | PCBE-55309 |
| 2017年11月1日 | Timeless Medley 絆    |                                                        | PCXE-50777 | PCBE-55764 |
| 2017年12月6日 | Timeless Medley 約束  |                                                        | PCXE-50778 | PCBE-55765 |
| 2018年4月18日 | Take Your Marks       | キャスト､スタッフ編コメンタリー                        | PCXE-50825 | PCBE-55908 |
| 2020年4月22日 | Road to the World 夢  | キャスト舞台挨拶                                       | PCXE-50953 | PCBE-56347 |
| 2022年4月20日 | the Final Stroke 前編 | キャスト舞台挨拶                                       | PCXE-51021 | PCBE-56477 |

| 発売日        | タイトル                                                                               | 規格品番   | 規格品番   |
| 発売日        | タイトル                                                                               | BD         | DVD        |
| ------------- | -------------------------------------------------------------------------------------- | ---------- | ---------- |
| 2015年8月19日 | 「Free!-Eternal Summer-」岩鳶・鮫柄 合同文化祭                                         | PCXE-50538 | PCBE-54877 |
| 2016年1月20日 | 「Free!-Eternal Summer-」岩鳶・鮫柄 合同文化祭〈昼の部〉                               | BRXE-00012 | BRBE-00034 |
| 2017年8月18日 | 「映画 ハイ☆スピード！-Free! Starting Days-」“岩鳶中学水泳部 記録会お疲れ様パーティー” | PCXE-50757 | PCBE-55677 |

### CD
| 発売日         | タイトル                                                                      | 規格品番    |
| -------------- | ----------------------------------------------------------------------------- | ----------- |
| 2013年8月7日   | SPLASH FREE                                                                   | LACM-14130  |
| 2013年8月7日   | Free! キャラクターソング Vol.1 七瀬遙                                         | LACM-14121  |
| 2013年8月7日   | Free! キャラクターソング Vol.2 橘真琴                                         | LACM-14122  |
| 2013年8月21日  | 岩鳶高校水泳部 活動日誌1                                                      | LACA-15333  |
| 2013年8月21日  | イワトビちゃんねる Vol.1                                                      | LACA-15334  |
| 2013年9月4日   | Free! キャラクターソング Vol.3 松岡凛                                         | LACM-14123  |
| 2013年9月4日   | Free! キャラクターソング Vol.4 葉月渚                                         | LACM-14124  |
| 2013年9月4日   | Free! キャラクターソング Vol.5 竜ヶ崎怜                                       | LACM-14125  |
| 2013年9月25日  | 岩鳶高校水泳部 活動日誌2                                                      | LACA-15338  |
| 2013年9月25日  | イワトビちゃんねる Vol.2                                                      | LACA-15339  |
| 2013年10月2日  | TVアニメ「Free!」オリジナルサウンドトラック Ever Blue Sounds                  | LACA-9311/2 |
| 2013年10月23日 | TVアニメ「Free!」リミックス・ミニアルバム                                     | LACA-15350  |
| 2013年12月18日 | Free! キャラクターソング・デュエットシリーズ Vol.1 七瀬 遙 & 橘 真琴          | LACM-14161  |
| 2014年1月15日  | Free! キャラクターソング・デュエットシリーズ Vol.2 葉月 渚 & 竜ヶ崎 怜        | LACM-14162  |
| 2014年2月12日  | Free! キャラクターソング・デュエットシリーズ Vol.3 松岡 凛 & 竜ヶ崎 怜        | LACM-14163  |
| 2014年3月19日  | Free! キャラクターソング・デュエットシリーズ Vol.4 七瀬 遙 & 松岡 凛          | LACM-14164  |
| 2014年8月6日   | FUTURE FISH                                                                   | LACM-14250  |
| 2014年8月20日  | Free!-Eternal Summer- キャラクターソングシリーズ Vol.1 七瀬遙                 | LACM-14251  |
| 2014年8月20日  | Free!-Eternal Summer- キャラクターソングシリーズ Vol.2 橘真琴                 | LACM-14252  |
| 2014年9月3日   | Free!-Eternal Summer- キャラクターソングシリーズ Vol.3 松岡凛                 | LACM-14253  |
| 2014年9月3日   | Free!-Eternal Summer- キャラクターソングシリーズ Vol.4 葉月渚                 | LACM-14254  |
| 2014年9月3日   | Free!-Eternal Summer- キャラクターソングシリーズ Vol.5 竜ヶ崎怜               | LACM-14255  |
| 2014年9月17日  | 岩鳶・鮫柄水泳部 合同活動日誌1                                                | LACM-15451  |
| 2014年9月17日  | イワトビちゃんねるES Vol.1                                                    | LACM-15452  |
| 2014年10月8日  | TVアニメ「Free!-Eternal Summer-」 オリジナルサウンドトラック Clear Blue Notes | LACA-9364/5 |
| 2014年10月15日 | Free!-Eternal Summer- キャラクターソングシリーズ Vol.6 山崎宗介               | LACM-14256  |
| 2014年10月15日 | Free!-Eternal Summer- キャラクターソングシリーズ Vol.7 似鳥愛一郎             | LACM-14257  |
| 2014年10月15日 | Free!-Eternal Summer- キャラクターソングシリーズ Vol.8 御子柴百太郎           | LACM-14258  |
| 2014年11月26日 | 岩鳶・鮫柄水泳部 合同活動日誌2                                                | LACA-15453  |
| 2014年11月26日 | イワトビちゃんねるES Vol.2                                                    | LACA-15454  |
| 2015年12月16日 | オリジナルサウンドトラック「Pure Blue Scenes」                                | LACM-15530  |
| 2016年2月17日  | ドラマCD「岩鳶中学水泳部 活動日誌」                                           | LACM-15535  |
| 2017年2月19日  | 劇場版 Free!-Timeless Medley-オリジナルサウンドトラック「Bond and Promise」   | LACA-9512   |
| 2017年11月8日  | FREE-STYLE SPIRIT                                                             | LACM-14685  |
| 2017年11月29日 | 特別版 Free!-Take Your Marks- オリジナルサウンドトラック                      | LACA-9555   |
| 2018年8月22日  | GOLD EVOLUTION                                                                | LACM-14795  |
| 2018年9月26日  | 復活！イワトビちゃんねるDF                                                    | LACA-15738  |
| 2018年10月10日 | TVアニメ『Free!－Dive to the Future－』オリジナル・サウンドトラック           | LACA-9645/6 |
| 2018年10月31日 | Free!－Dive to the Future－ キャラクターソングミニアルバム Vol.1              | LACM-15761  |

### 書籍
『TVアニメ『Free!』公式ガイドブック』
発売日：2013年7月3日 / 出版社：京都アニメーション
キャラクター紹介やスタッフインタビュー、設定資料などを収録。ISBN 4907064055
『TVアニメ「Free!」公式ファンブック』
発売日：2013年10月30日 / 出版社：ポニーキャニオン
アニメ全12話や登場人物達の紹介、キャストやスタッフへのインタビューを収録したムック。ISBN 486529001X
『TVアニメ Free! Illustration WORKS』
発売日：2013年11月15日 / 出版社：京都アニメーション
CDジャケットや雑誌やグッズなどのイラストを収録し、ビジュアルストーリーCDとデスクトップマスコットも含めたイラスト集。
『TVアニメ「Free!」パーフェクトファイル』
発売日：2013年12月20日 / 出版社：主婦と生活社
アニメ全12話や登場人物達の紹介、キャストやスタッフへのインタビュー、作中用語や美術設定の解説の他、各雑誌へ掲載された版権イラストや、鳥取県岩美郡岩美町への現地取材を収録したムック。ISBN 4391635089
『「Free!-Eternal Summer-」公式ガイドブック』
発売日：2014年7月14日 / 出版社：京都アニメーション
メインスタッフインタビュー、キャストインタビュー、第1話から第3話までのストーリー紹介などを収録。ISBN 978-4-907064-21-1
『「Free!-Eternal Summer-」公式ファンブック』
発売日：2014年11月28日 / 出版社：ポニーキャニオン
アニメ全13話や登場人物達の紹介、スタッフコメントやキャストインタビュー、イラストを掲載したムック。ISBN 9784865290905
『「Free!-Eternal Summer-」公式キャラクターズムック』
出版社：京都アニメーション / 全5巻
毎号各ペアキャラにスポットを当てたムック。書き下ろしシナリオや挿絵の他、スタッフ座談会やキャスト対談を収録。ペアキャラをイメージしたブレスレットが付録となっている。
- 「CHARACTERS MOOK vol.1 Rin & Sosuke」　ISBN 9784907064242
- 「CHARACTERS MOOK vol.2 Nagisa & Rei」　ISBN 9784907064259
- 「CHARACTERS MOOK vol.3 Aiichiro & Momotaro」　ISBN 9784907064266
- 「CHARACTERS MOOK vol.4 Haruka & Makoto」　ISBN 9784907064273
- 「CHARACTERS MOOK vol.5 Haruka & Rin」　ISBN  9784907064334

『｢Free!-Eternal Summer-｣Illustration Works vol,1』
ISBN 9784907064549
『｢Free!-Eternal Summer-｣Illustration Works vol,2』
ISBN 9784907064570
『Free!-Eternal Summer- 総作画監督修正集』
ISBN 9784907064617
『「映画 ハイ☆スピード！-Free! Starting Days-」公式ファンブック』
発売日:2016年3月31日/出版社：KAエスマビジュアルデザインブックス ISBN 9784907064464
『「映画 ハイ☆スピード！-Free! Starting Days-」Official Design Works』
『「映画 ハイ☆スピード！-Free! Starting Days-」CREATER'S MESSAGE BOOK』
ISBN 9784907064532
『特別版 Free!-Take Your Marks- SPECIAL BOX』
JAN 4573338656233
『Free!-Dive to the Future- スターターブック』
発売日：2018年6月29日
JAN 4573338657308

## 受賞歴
第1期
- 2013年度アニメ流行語大賞銅賞（3位） - 「俺はフリーしか泳がない」
- アニメージュ第36回アニメグランプリサブタイトル部門グランプリ - 12Fr「遙かなるフリー！」

第2期
- アニメージュ第37回アニメグランプリ
  - グランプリ - ｢Free!-Eternal Summer-｣
  - 男性キャラクター部門 - 橘真琴
  - アニメソング部門 - ｢Dried Up Youthful Fame｣